# Saison 1956-1957 du FC Nantes
Chronologie
Saison précédente Saison suivante
La saison 1956-1957 du FC Nantes est la 14e saison de l'histoire du club nantais. Le club est engagé dans trois compétitions officielles : la Division 2 (12e participation), la Coupe de France (14e participation) et enfin la Coupe Charles Drago (5e participation).

## Effectif et encadrement

### Transferts
| Nom                | Nationalité          | Poste     | Transfert | Provenance/Destination | Division         |
| ------------------ | -------------------- | --------- | --------- | ---------------------- | ---------------- |
| Arrivées           |                      |           |           |                        |                  |
| Stéphane Dakowski  | France               | Gardien   |           | Nîmes Olympique        | Division 1 (D1)  |
| Daniel Eon         | France               | Gardien   |           |                        |                  |
| Claude Simonet     | France               | Gardien   |           | FC Nantes rés.         | CFA - Ouest (D3) |
| Bessac             | France               | Défenseur |           |                        |                  |
| Jean De Cecco      | France               | Défenseur |           | AS Saint-Étienne       | Division 1 (D1)  |
| Jean Desgranges    | France               | Milieu    |           | FC Metz                | Division 1 (D1)  |
| André Guilcher     | France               | Milieu    |           | Le Havre AC            | Division 2 (D2)  |
| Erich Habitzl      | Autriche             | Attaquant |           | RC Lens                | Division 1 (D1)  |
| Manneron           | France               | Attaquant |           |                        |                  |
| Départs            |                      |           |           |                        |                  |
| Bernard Leclerc    | France               | Gardien   |           |                        |                  |
| Stanislas Staho    | Pologne              | Défenseur |           | Retraite sportive      |                  |
| Antoine Raab       | Allemagne de l'Ouest | Défenseur |           | Retraite sportive      |                  |
| Louis Dikabo       | Cameroun             | Milieu    |           |                        |                  |
| Abdesselem Madani  | Algérie              | Milieu    |           |                        |                  |
| Gilbert Rivalland  | France               | Milieu    |           |                        |                  |
| Edmond Barbier     | France               | Attaquant |           |                        |                  |
| Jacques Carpentier | France               | Attaquant |           |                        |                  |
| Cahart             | France               | Attaquant |           |                        |                  |
| François Fassone   | France               | Attaquant |           |                        |                  |
| Helaouet           | France               | Attaquant |           |                        |                  |
| Amar Kodja         | Algérie              | Attaquant |           |                        |                  |
| Pierre Mesgouez    | France               | Attaquant |           |                        |                  |

| Nom          | Nationalité | Poste     | Transfert  | Provenance/Destination | Division        |
| ------------ | ----------- | --------- | ---------- | ---------------------- | --------------- |
| Arrivées     |             |           |            |                        |                 |
| Roger Gabet  | France      | Milieu    | (décembre) | RC Paris               | Division 1 (D1) |
| Jean Saunier | France      | Attaquant | (octobre)  | Toulouse FC            | Division 1 (D1) |
| Départs      |             |           |            |                        |                 |
|              |             |           |            |                        |                 |

### Changements dans le staff
| Nom          | Nationalité          | Poste      | Transfert | Provenance/Destination | Division |
| ------------ | -------------------- | ---------- | --------- | ---------------------- | -------- |
| Arrivées     |                      |            |           |                        |          |
| Louis Dupal  | Tchécoslovaquie      | Entraîneur |           | AS Monaco FC           |          |
| Départs      |                      |            |           |                        |          |
| Antoine Raab | Allemagne de l'Ouest | Entraîneur |           |                        |          |

## Matchs amicaux
| Date               | Statut        | Adversaire | Niveau | Lieu | Score | Buteurs du FC Nantes | Affluence |
| ------------------ | ------------- | ---------- | ------ | ---- | ----- | -------------------- | --------- |
| Lundi 13 août 1956 | Coupe Odorico | Angers SCO | D1     | Dom. | 0 - 3 | -                    |           |

## Compétitions

### Division 2

#### Calendrier
| Date                       | Journée | Adversaire               | Lieu | Score | Buteurs du FC Nantes                | Class. | Affluence |
| -------------------------- | ------- | ------------------------ | ---- | ----- | ----------------------------------- | ------ | --------- |
| Dimanche 19 août 1956      | J01     | RCFC Besançon            | Dom. | 3 - 0 |                                     |        |           |
| Dimanche 26 août 1956      | J02     | FC Grenoble              | Dom. | 0 - 0 | -                                   |        | 5.695     |
| Dimanche 2 septembre 1956  | J03     | Olympique alésien        | Ext. | 0 - 0 | -                                   |        |           |
| Dimanche 9 septembre 1956  | J04     | Lille OSC                | Dom. | 1 - 1 |                                     |        |           |
| Dimanche 16 septembre 1956 | J05     | SC Toulon                | Ext. | 1 - 1 |                                     |        |           |
| Dimanche 23 septembre 1956 | J06     | AS aixoise               | Ext. | 1 - 0 |                                     |        |           |
| Dimanche 30 septembre 1956 | J07     | FC Sète                  | Dom. | 2 - 0 | Collados 29e, Habitzl 42e           |        | 7.732     |
| Dimanche 14 octobre 1956   | J08     | AS Béziers               | Ext. | 2 - 3 |                                     |        |           |
| Dimanche 21 octobre 1956   | J09     | Perpignan FC             | Ext. | 1 - 3 |                                     |        |           |
| Dimanche 28 octobre 1956   | J10     | Stade français FC        | Dom. | 1 - 2 |                                     |        |           |
| Jeudi 1er novembre 1956    | J11     | CA Paris                 | Ext. | 3 - 3 |                                     |        |           |
| Dimanche 4 novembre 1956   | J12     | SO Montpellier           | Dom. | 8 - 0 |                                     |        |           |
| Dimanche 11 novembre 1956  | J13     | CO Roubaix-Tourcoing     | Dom. | 2 - 0 |                                     |        |           |
| Dimanche 18 novembre 1956  | J14     | Red Star OA              | Ext. | 2 - 0 |                                     |        |           |
| Dimanche 25 novembre 1956  | J15     | FC Rouen                 | Dom. | 2 - 1 |                                     |        |           |
| Dimanche 2 décembre 1956   | J16     | AS Cannes                | Ext. | 1 - 2 |                                     |        |           |
| Dimanche 9 décembre 1956   | J17     | AS Troyes-Savinienne     | Dom. | 3 - 1 | Singier 23e, Habitzl 43e 86e (pen.) |        | 9.313     |
| Samedi 22 décembre 1956    | J18     | FC Girondins de Bordeaux | Ext. | 0 - 3 | -                                   |        |           |
| Dimanche 30 décembre 1956  | J19     | Le Havre AC              | Ext. | 1 - 0 |                                     |        |           |
| Mardi 1er janvier 1957     | J20     | CA Paris                 | Dom. | 5 - 2 |                                     |        |           |
| Dimanche 6 janvier 1957    | J21     | AS Troyes-Savinienne     | Ext. | 0 - 5 | -                                   |        |           |
| Dimanche 20 janvier 1957   | J22     | Le Havre AC              | Dom. | 1 - 0 |                                     |        |           |
| Dimanche 27 janvier 1957   | J23     | Stade français FC        | Ext. | 5 - 2 |                                     |        |           |
| Dimanche 10 février 1957   | J24     | AS aixoise               | Dom. | 3 - 0 |                                     |        |           |
| Dimanche 17 février 1957   | J25     | AS Cannes                | Dom. | 1 - 1 |                                     |        |           |
| Dimanche 24 février 1957   | J26     | Lille OSC                | Ext. | 0 - 5 | -                                   |        |           |
| Dimanche 10 mars 1957      | J27     | FC Girondins de Bordeaux | Dom. | 0 - 2 | -                                   |        |           |
| Dimanche 17 mars 1957      | J28     | Red Star OA              | Dom. | 2 - 0 |                                     |        |           |
| Dimanche 24 mars 1957      | J29     | CO Roubaix-Tourcoing     | Ext. | 0 - 5 | -                                   |        | 3.976     |
| Dimanche 31 mars 1957      | J30     | FC Grenoble              | Ext. | 1 - 4 |                                     |        |           |
| Dimanche 14 avril 1957     | J31     | Olympique alésien        | Dom. | 0 - 0 | -                                   |        |           |
| Dimanche 21 avril 1957     | J32     | SO Montpellier           | Ext. | 1 - 3 | Singier 87e                         |        | 2.942     |
| Dimanche 28 avril 1957     | J33     | AS Béziers               | Dom. | 1 - 2 |                                     |        |           |
| Mercredi 1er mai 1957      | J34     | Perpignan FC             | Dom. | 2 - 1 | Saunier 15e 82e                     |        | 2.500     |
| Dimanche 5 mai 1957        | J35     | FC Sète                  | Ext. | 0 - 2 | -                                   |        | 1.834     |
| Dimanche 12 mai 1957       | J36     | RCFC Besançon            | Ext. | 2 - 2 |                                     |        |           |
| Dimanche 19 mai 1957       | J37     | SC Toulon                | Dom. | 1 - 4 |                                     |        |           |
| Dimanche 26 mai 1957       | J38     | FC Rouen                 | Ext. | 0 - 3 | -                                   |        |           |

#### Classement
| Rang | Équipe                    | Pts | J  | G  | N  | P  | Bp | Bc | Diff |
| ---- | ------------------------- | --- | -- | -- | -- | -- | -- | -- | ---- |
| 1    | Olympique alésien         | 56  | 38 | 24 | 8  | 6  | 58 | 36 | +22  |
| 2    | AS Béziers                | 53  | 38 | 20 | 13 | 5  | 58 | 38 | +20  |
| 3    | Lille OSCR                | 52  | 38 | 21 | 10 | 7  | 99 | 51 | +48  |
| 4    | AS Troyes-SavinienneR     | 45  | 38 | 17 | 11 | 10 | 71 | 46 | +25  |
| 5    | FC Girondins de BordeauxR | 43  | 38 | 15 | 13 | 10 | 67 | 48 | +19  |
| 6    | FC Grenoble               | 41  | 38 | 16 | 9  | 13 | 63 | 49 | +14  |
| 7    | SC Toulon                 | 41  | 38 | 18 | 5  | 15 | 70 | 56 | +14  |
| 8    | Le Havre AC               | 41  | 38 | 15 | 11 | 12 | 62 | 55 | +7   |
| 9    | FC Rouen                  | 40  | 38 | 16 | 8  | 14 | 64 | 48 | +16  |
| 10   | Stade français FC         | 39  | 38 | 14 | 11 | 13 | 53 | 51 | +2   |
| 11   | SO Montpellier            | 38  | 38 | 16 | 6  | 16 | 56 | 71 | -15  |
| 12   | FC Sète                   | 37  | 38 | 14 | 9  | 15 | 47 | 54 | -7   |
| 13   | FC Nantes                 | 36  | 38 | 13 | 10 | 15 | 56 | 64 | -8   |
| 14   | Perpignan FC              | 36  | 38 | 12 | 12 | 14 | 35 | 44 | -9   |
| 15   | CO Roubaix-Tourcoing      | 32  | 38 | 14 | 4  | 20 | 49 | 55 | -6   |
| 16   | RCFC Besançon             | 32  | 38 | 13 | 6  | 19 | 45 | 61 | -16  |
| 17   | AS aixoise                | 22  | 38 | 12 | 5  | 20 | 41 | 58 | -17  |
| 18   | AS Cannes                 | 27  | 38 | 7  | 13 | 18 | 39 | 60 | -21  |
| 19   | CA Paris                  | 23  | 38 | 6  | 11 | 21 | 41 | 82 | -41  |
| 20   | Red Star OA               | 21  | 38 | 7  | 7  | 24 | 42 | 88 | -46  |

Promotions et relégations
- Montée en Division  1 1957-1958
- Qualification pour les barrages de promotion

Abréviations
- R : Relégué de Division 1 1955-1956
- P : Promu de CFA 1955-1956

#### Buteurs
| Rang | No. | Pos. | Nat. | Nom                  | Buts |
| ---- | --- | ---- | ---- | -------------------- | ---- |
| 1    |     | A    |      | Erich Habitzl        | 17   |
| 2    |     | A    |      | Maurice Singier      | 14   |
| 3    |     | A    |      | Jean Saunier         | 11   |
| 4    |     | A    |      | Dominique Collados   | 6    |
|      |     | M    |      | Roger Gabet          | 2    |
|      |     | A    |      | Robert Paindessous   | 2    |
|      |     | M    |      | Jean Desgranges      | 1    |
|      |     | D    |      | Maurice Balloche     | 1    |
|      |     |      |      | Indéterminés (csc ?) | 2    |
|      |     |      |      | TOTAUX               | 56   |

### Coupe de France

#### Calendrier
| Date                     | Tour                     | Adversaire         | Niveau           | Lieu   | Score        | Buteurs du FC Nantes                             | Affluence |
| ------------------------ | ------------------------ | ------------------ | ---------------- | ------ | ------------ | ------------------------------------------------ | --------- |
| [ 10 ]                   | 6e tour                  | SC Bel-Abbès       | DH - Oran (D4)   |        | 2 - 1        |                                                  |           |
| Dimanche 13 janvier 1957 | 1/32e de finale          | US Saint-Malo      | CFA - Ouest (D3) | Neutre | 6 - 2        | Habitzl 18e, Singier 29e, Gabet 30e 49e 84e, ? ? | 3.222     |
| Dimanche 3 février 1957  | 1/16e de finale          | Olympique lyonnais | D1               | Neutre | 2 - 2 (a.p.) | Habitzl 16e (pen.), Singier 46e                  | 8.602     |
| Jeudi 14 février 1957    | 1/16e de finale - rejoué | Olympique lyonnais | D1               | Neutre | 1 - 4        | Saunier 66e                                      | 4.875     |

#### Buteurs
| Rang | No. | Pos. | Nat. | Nom             | Buts |
| ---- | --- | ---- | ---- | --------------- | ---- |
| 1    |     | M    |      | Roger Gabet     | 3    |
| 2    |     | A    |      | Erich Habitzl   | 2    |
|      |     | A    |      | Maurice Singier | 2    |
| 4    |     | A    |      | Jean Saunier    | 1    |
|      |     |      |      | Indéterminés    | 3    |
|      |     |      |      | TOTAUX          | 11   |

### Coupe Charles Drago

#### Calendrier
| Date                 | Tour    | Adversaire    | Niveau | Lieu | Score | Buteurs du FC Nantes | Affluence |
| -------------------- | ------- | ------------- | ------ | ---- | ----- | -------------------- | --------- |
| Dimanche 3 mars 1957 | 2e tour | RC Strasbourg | D1     | Dom. | 2 - 3 | Collados 27e 36e     | 4.596     |

#### Buteurs
| Rang     | No.      | Pos.     | Nat.     | Nom                | Buts |
| -------- | -------- | -------- | -------- | ------------------ | ---- |
| 1        |          |          |          | Dominique Collados | 2    |
| 1 buteur | 1 buteur | 1 buteur | 1 buteur | TOTAUX             | 2    |

## Statistiques

### Statistiques collectives
| Compétition         | Débute au tour | Termine         | Matches joués | Gagnés | Nuls | Perdus | Buts pour | Buts contre | Différence |
| ------------------- | -------------- | --------------- | ------------- | ------ | ---- | ------ | --------- | ----------- | ---------- |
| Division 2          | -              | 13e             | 38            | 13     | 10   | 15     | 56        | 64          | -8         |
| Coupe de France     | 6e tour        | 1/16e de finale | 4             | 2      | 1    | 1      | 11        | 9           | +2         |
| Coupe Charles Drago | 2e tour        | 2e tour         | 1             | 0      | 0    | 1      | 2         | 3           | -1         |
| Total               | -              | -               | 43            | 15     | 11   | 17     | 69        | 76          | -7         |

## Autres équipes

### Équipe B
Le groupe Ouest est remporté par le SO Cholet. 
| Rang | Équipe           | Pts | J  | G  | N | P  | Bp | Bc | Diff |
| ---- | ---------------- | --- | -- | -- | - | -- | -- | -- | ---- |
| 1    | SO Cholet        | 28  | 22 | 13 | 2 | 7  | 42 | 33 | +9   |
| 2    | US Quevilly      | 26  | 22 | 10 | 6 | 6  | 36 | 20 | +16  |
| 3    | AS Brest         | 25  | 22 | 11 | 3 | 8  | 49 | 24 | +25  |
| 4    | SM Caen          | 25  | 22 | 10 | 5 | 7  | 38 | 28 | +10  |
| 5    | US Vendôme       | 25  | 22 | 12 | 1 | 9  | 39 | 30 | +9   |
| 6    | FC Nantes rés.   | 25  | 22 | 12 | 1 | 9  | 45 | 49 | -4   |
| 7    | LB Châteauroux   | 24  | 22 | 11 | 2 | 9  | 36 | 38 | -2   |
| 8    | FC Dieppe        | 22  | 22 | 9  | 4 | 9  | 42 | 34 | +8   |
| 9    | AAJ Blois        | 20  | 22 | 8  | 4 | 10 | 32 | 49 | -17  |
| 10   | SC Saint-Nazaire | 19  | 22 | 8  | 3 | 11 | 23 | 34 | -11  |
| 11   | US Saint-Malo    | 13  | 22 | 5  | 3 | 14 | 31 | 50 | -19  |
| 12   | SPN Vernon       | 12  | 22 | 4  | 4 | 14 | 31 | 44 | -13  |